# John Caldwell Holt
John Caldwell Holt (* 14. April 1923 in New York City, New York; † 14. September 1985 in Boston, Massachusetts) war ein US-amerikanischer Autor und Lehrer. Er veröffentlichte mehrere Bücher über selbstbestimmtes Lernen und Kinderrechte und gab die Zeitschrift Growing Without Schooling heraus.

## Leben
Nach dem Zweiten Weltkrieg arbeitete Holt zunächst in New York bei den United World Federalists und wurde Geschäftsführer ihrer New Yorker Abteilung, verließ diese Organisation jedoch 1952.
Anschließend war er als Lehrer in Colorado, später in Boston tätig. Zusammen mit Bill Hull begann er ein Projekt, bei dem sie wechselseitig unterrichteten und den Unterricht beobachteten. Holt ging dabei der Frage nach, warum Kinder in der Schule mit der Zeit das Interesse am Lernen verlieren. Er kam zu dem Schluss, dass dies daran liegt, dass die Schüler Angst haben, falsche Antworten zu geben und von Lehrern und Mitschülern verspottet zu werden und nicht gut genug zu sein. Dies werde weiter dadurch verschlimmert, dass Schüler gezwungen werden, Dinge zu lernen, die sie nicht notwendigerweise interessieren. 
Auf der Grundlage dieser Beobachtungen veröffentlichte Holt die Bücher How Children Fail (1964) und How Children Learn (1967). Zusammen wurden sie mehr als zwei Millionen Mal verkauft und in 14 Sprachen übersetzt. Zu beiden Büchern erschien 1982 eine erweiterte kommentierte Ausgabe, in der Holt die vergangenen Jahre reflektiert und Passagen anders bewertet.
In seinem 1974 erschienenen kinderrechtlichen Buch Escape from Childhood forderte er das Recht der Kinder, über ihr Lernen selbst zu bestimmen, d. h. selbst zu entscheiden, was, wann, wo, wie, wie viel, wie schnell und mit welcher Hilfe sie lernen wollen, sowie das Recht zu entscheiden, ob sie zum Lernen eine Schule aufsuchen wollen, und wenn ja: welche und für wie lange. Er begründete dies damit, dass die Lernfreiheit Teil der Gedankenfreiheit sei und diese noch fundamentaler als die Meinungsfreiheit sei. Des Weiteren sprach er sich in Escape from Childhood für das Kinderwahlrecht aus, sowie für das Recht, Verträge zu schließen.
Nachdem John Holt jahrelang im Schulsystem gearbeitet und versucht hatte, Schulen zu reformieren, kam er zu der Überzeugung, dass das Schulsystem nicht reformierbar sei. Er machte sich Gedanken darüber, wie Kinder ohne konventionelle Schulen lernen können. So wurde er Befürworter des Homeschooling und etablierte dessen als Unschooling bekannt gewordene Richtung. 1977 gründete Holt mit Growing Without Schooling das erste Homeschooling-Magazin der USA.

## Bibliografie
Holts Werke sind in Deutschland mehrfach unter verschiedenen Titeln bei verschiedenen Verlagen erschienen.
- How Children Fail, Pitman Publishing, New York, 1964, 
  - erweiterte und kommentierte Ausgabe, Delacorte Press, New York, 1982, ISBN 0-14-013556-1
  - dt.: Aus schlauen Kindern werden Schüler. Von dem, was in der Schule verlernt wird, Beltz, Weinheim, 2004, ISBN 3-407-22132-0
- How Children Learn, Pitman Publishing, New York, 1964
  - dt.: Wie Kinder lernen, Beltz 1971, ISBN 3-407-28133-1
  - dt.: Wie Kinder denken, Weinheim und Basel 1979
  - Wie kleine Kinder schlau werden - Selbstständiges Lernen im Alltag, BELTZ-Verlag, Weinheim, 2003, ISBN 3-407-22855-4
  - erweiterte und kommentierte Ausgabe, Delacorte Press, New York, 1982, ISBN 0-201-48404-8
- The Underachieving School
- What Do I Do Monday?
  - dt.: Wozu überhaupt Schule?, Otto Maier Verlag, Ravensburg, 1975, ISBN 3-473-60403-8
  - dt.: Kinder lernen selbstständig, oder gar nicht(s), BELTZ-Verlag, Weinheim, 1999, ISBN 3-407-22009-X
- Freedom and Beyond
  - dt.: Freiheit ist mehr: von den Grenzen schulischer Erziehung, Maier, Ravensburg, 1974, ISBN 3-473-41024-1
- Escape From Childhood
  - dt.: Zum Teufel mit der Kindheit, Verlag Büchse der Pandora, Wetzlar, 1978, ISBN 3-88178-014-9
- Instead of Education
- Never Too Late
- Teach Your Own
  - dt.: Bildung in Freiheit, Genius Verlag, Bremen, 2009, ISBN 978-3-934719-29-3
- Learning All the Time, Holt Associates, 1989, ISBN 0-201-55091-1
- A Life Worth Living: The Selected Letters of John Holt, Susannah Sheffer (hrsg.)